# Archäopark Vogelherd
Koordinaten: 48° 33′ 29″ N, 10° 11′ 47″ O
Der Archäopark Vogelherd war ein archäologischer Themenpark an der Vogelherdhöhle im Lonetal auf der Schwäbischen Alb bei Stetten ob Lontal, einem Stadtteil von Niederstotzingen im Landkreis Heidenheim, Baden-Württemberg. Die Vogelherdhöhle gehört zum UNESCO-Welterbe Höhlen und Eiszeitkunst der Schwäbischen Alb.
Der erste Spatenstich für das vom Münchner Architekturbüro Ritter Jockisch und dem Landschaftsarchitekturbüro Keller Damm Kollegen gestaltete Areal erfolgte am 12. Januar 2012, eröffnet wurde der Archäopark am 1. Mai 2013.
Neben einem Freigelände mit Aktionsplätzen und dem Zugang zur Vogelherdhöhle umfasste er ein Besucher- und Informationszentrum, in dessen Schatzkammer zwei originale Vogelherd-Figuren dauerhaft präsentiert wurden, darunter das berühmte Mammut vom Vogelherd, welches vor 40.000 Jahren aus Mammutelfenbein geschnitzt wurde und als das älteste vollständig erhaltene figürliche Kunstwerk der Menschheit gilt.
Am 6. November 2022 war der Park das letzte Mal für Besucher geöffnet, Ende November desselben Jahres beschloss der Gemeinderat der Stadt Niederstotzingen, den Betrieb einzustellen.

## Exponate
Bei archäologischen Nachgrabungen am Vogelherd in den Jahren 2005 bis 2012 wurden zahlreiche weitere steinzeitliche Artefakte entdeckt. Ein Höhepunkt der musealen Präsentation im Archäopark war neben dem Höhlenlöwen die nur 3,8 Zentimeter große Mammutfigur, die 2006 gefunden und vor etwa 40.000 Jahren gefertigt wurde.
Die Schaffung des Archäoparks war auch einer der Schritte, mittelfristig zu erreichen, dass die Vogelherdhöhle auf die UNESCO-Welterbeliste gesetzt wird. Höhlen und Eiszeitkunst der Schwäbischen Alb ist dabei der Titel der Kulturstätte, die von Deutschland auf Vorschlag des Bundeslandes Baden-Württemberg 2015 auf die Tentativliste gesetzt wurde. Es geht neben der Vogelherdhöhle um fünf weitere Höhlen der Schwäbischen Alb (im Lone- und Achtal), die wichtige Fundstätten frühen menschlichen Kunstschaffens sind.
2016 wurde die Stätte beim Welterbekomitee der UNESCO für einen Eintrag auf die Welterbeliste nominiert und 2017 schließlich aufgenommen. Eine der Begründungen lautet, dass die Bewohner der Albhöhlen die ältesten mobilen Kunstwerke der Welt hinterließen, deren Bedeutung für das Verständnis der Menschheitsgeschichte und die Entwicklung der Künste weltweit einzigartig ist.

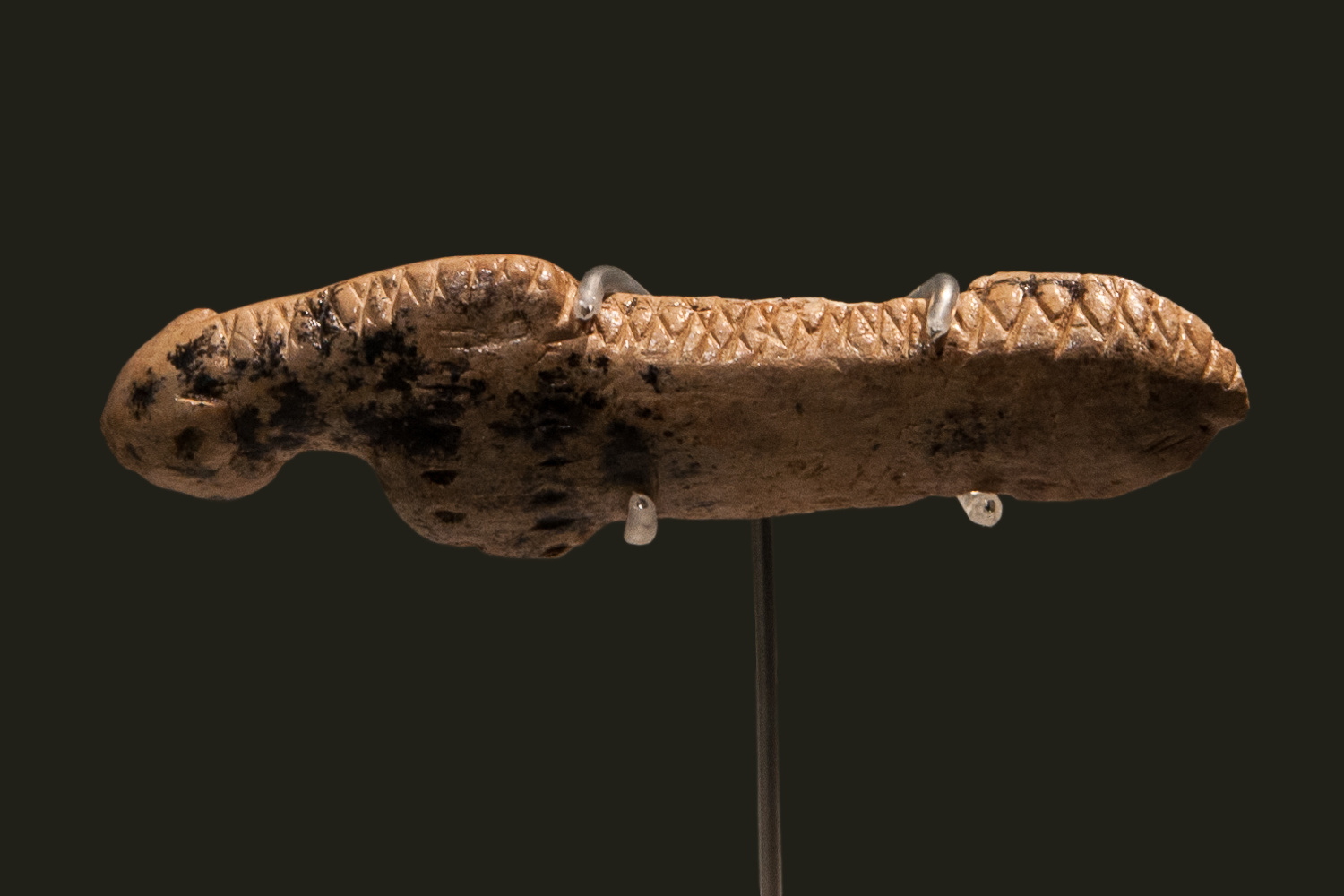
Höhlenlöwe
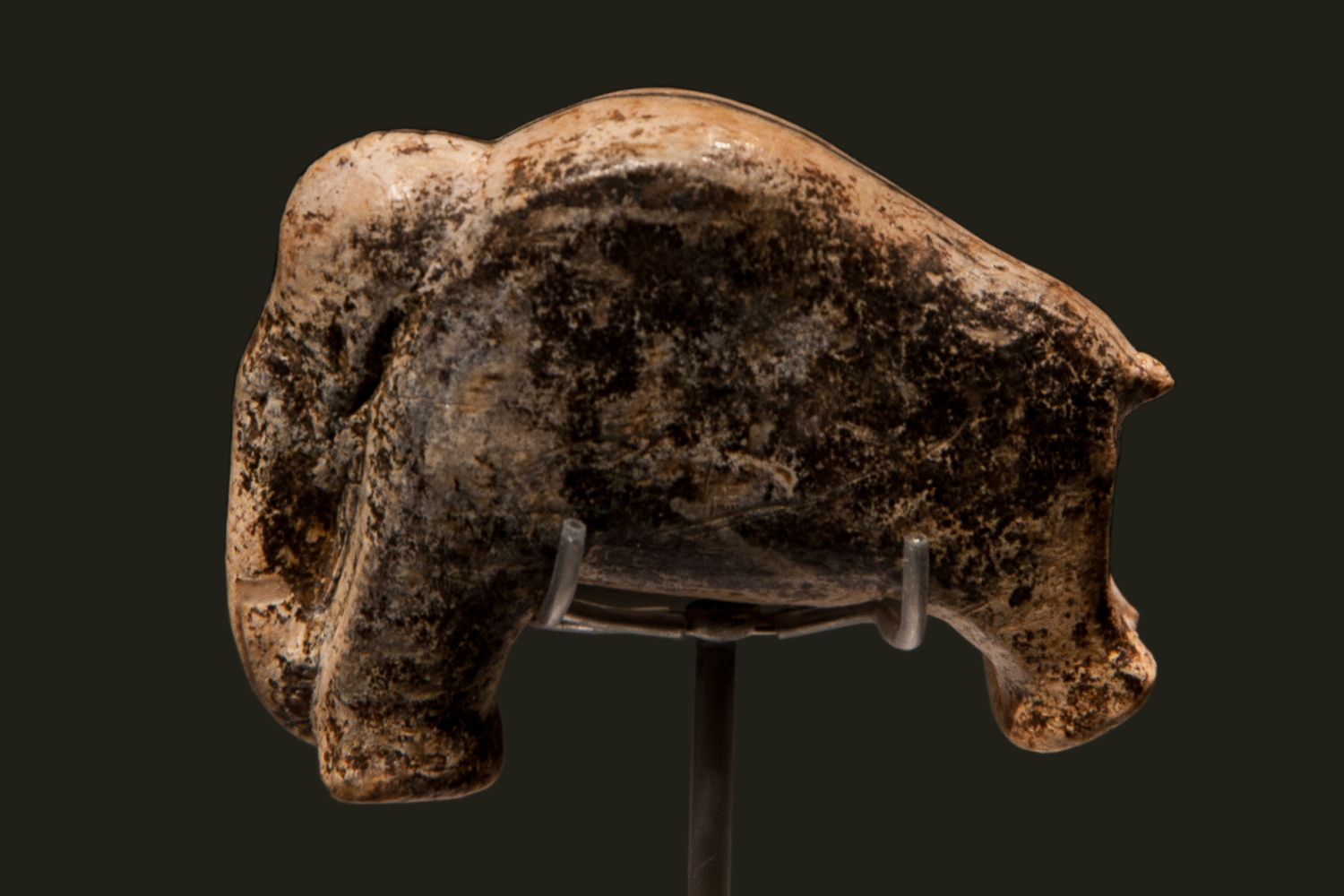
Mammut
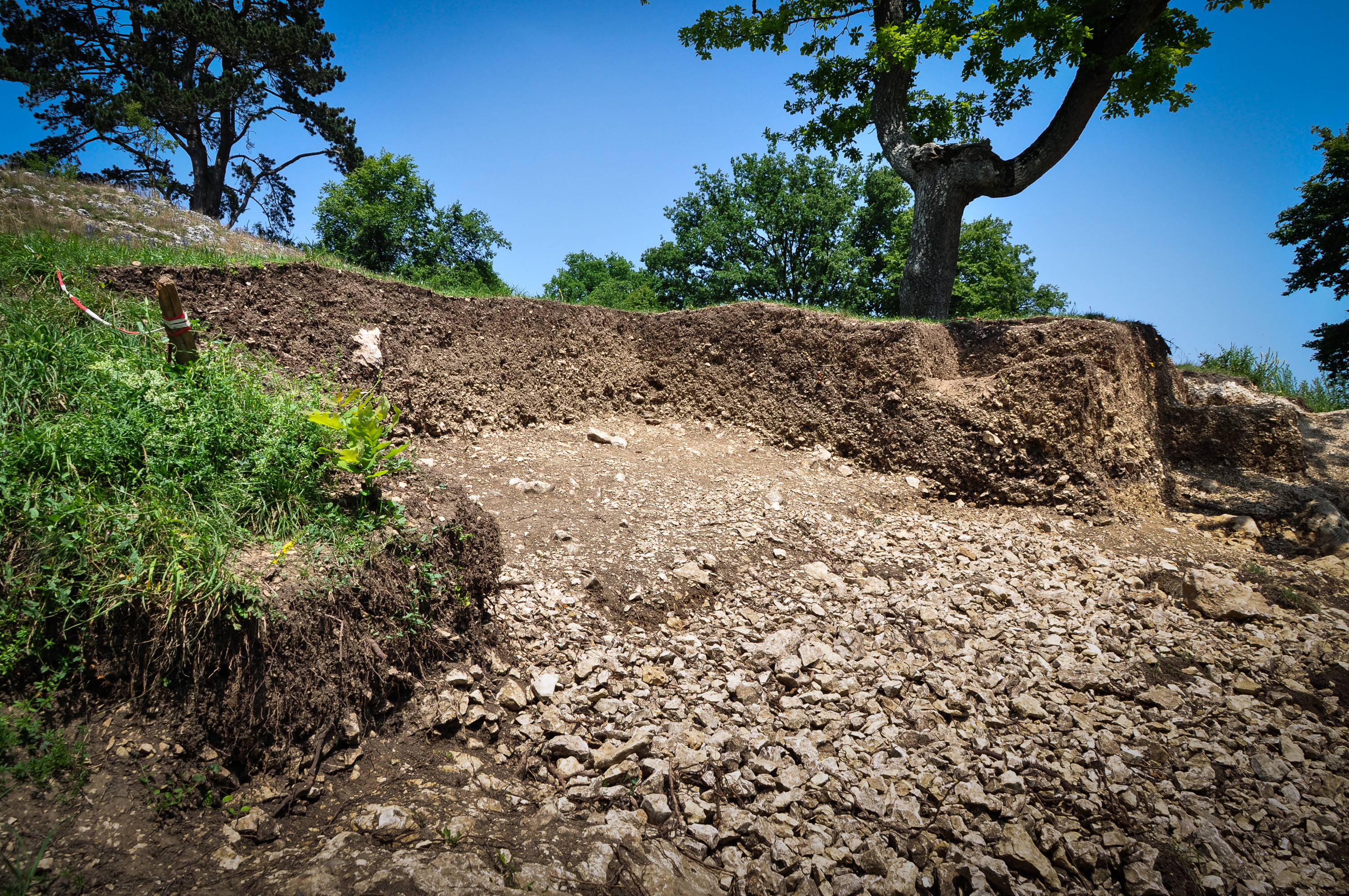
Der Abraum der Grabung von 1931, der ab 2006 in einer Neuauswertung weitere paläolithische Artefakte ergab
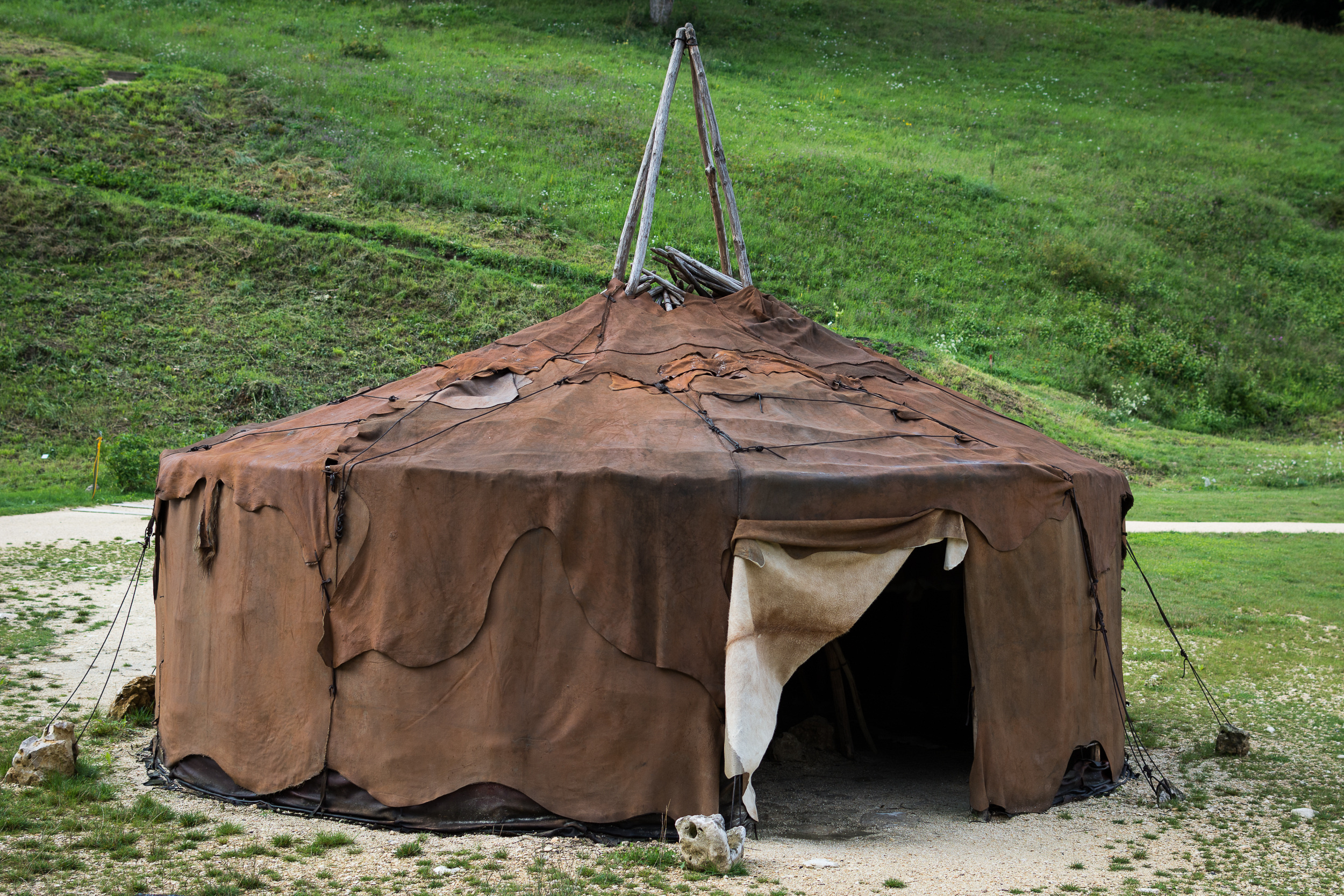
Ein rekonstruiertes Zelt aus der Steinzeit als paläolithische Freilandstation im Archäopark

## Besucher- und Informationszentrum
Das Besucher- und Informationszentrum wurde im Auftrag der Stadt Niederstotzingen nach einem Wettbewerb von dem Architekturbüro Ritter Jockisch Architektur / Innenarchitektur aus München ausgeführt, die Innenräume wurden in Zusammenarbeit mit Lutzenberger & Lutzenberger in Bad Wörishofen gestaltet.
Das Gebäude liegt 200 Meter von der archäologischen Fundstelle entfernt und wurde in die Talsenke nahe der Ortschaft Niederstotzingen-Stetten in einen begrünten Erdhügel eingebettet, der auf Entfernung aus östlicher Richtung nicht als Gebäude identifiziert wird. Die Räume können über einen schmalen Eingang betreten werden, der als dunkler, von Betonwänden gesäumter Gang ausgebildet ist und den Höhleneingang symbolisieren soll. Eine weitere Öffnung des Gebäudes befindet sich im Bereich der verglasten Cafeteria mit einer Freianlage. Die Rückseite des bogenförmigen Gebäudes besteht aus hellem Beton, die Vorderseite ist vollständig verglast und gibt den Blick auf den Vogelherdhügel frei. Das Design des Innenraumes ist zurückhaltend, von der Decke hängen Plexiglastafeln mit Informationen, hinzu kommen Filmanimationen. Ebenfalls in Beton gehalten sind Sitzstufen mit Fellauflagen im Auditorium, in dem Hörgeschichten zu steinzeitlichen Themen abgespielt werden. Im Ausstellungsbereich fanden jährlich wechselnde Sonderausstellungen statt. Die Sonderausstellung 2021 trug beispielsweise den Titel „Der Vogelherd. Neanderthaler im Lonetal“ und beschäftigte sich mit der Lebenswelt dieses Menschentyps. Sie war vom 18. Juli bis zum 7. November 2021 zu sehen.
In einem separaten Bereich, der „Schatzkammer“, wurden mit einer Mammut- und einer Löwenfigur zwei Originalfundstücke aus der Höhle gezeigt.

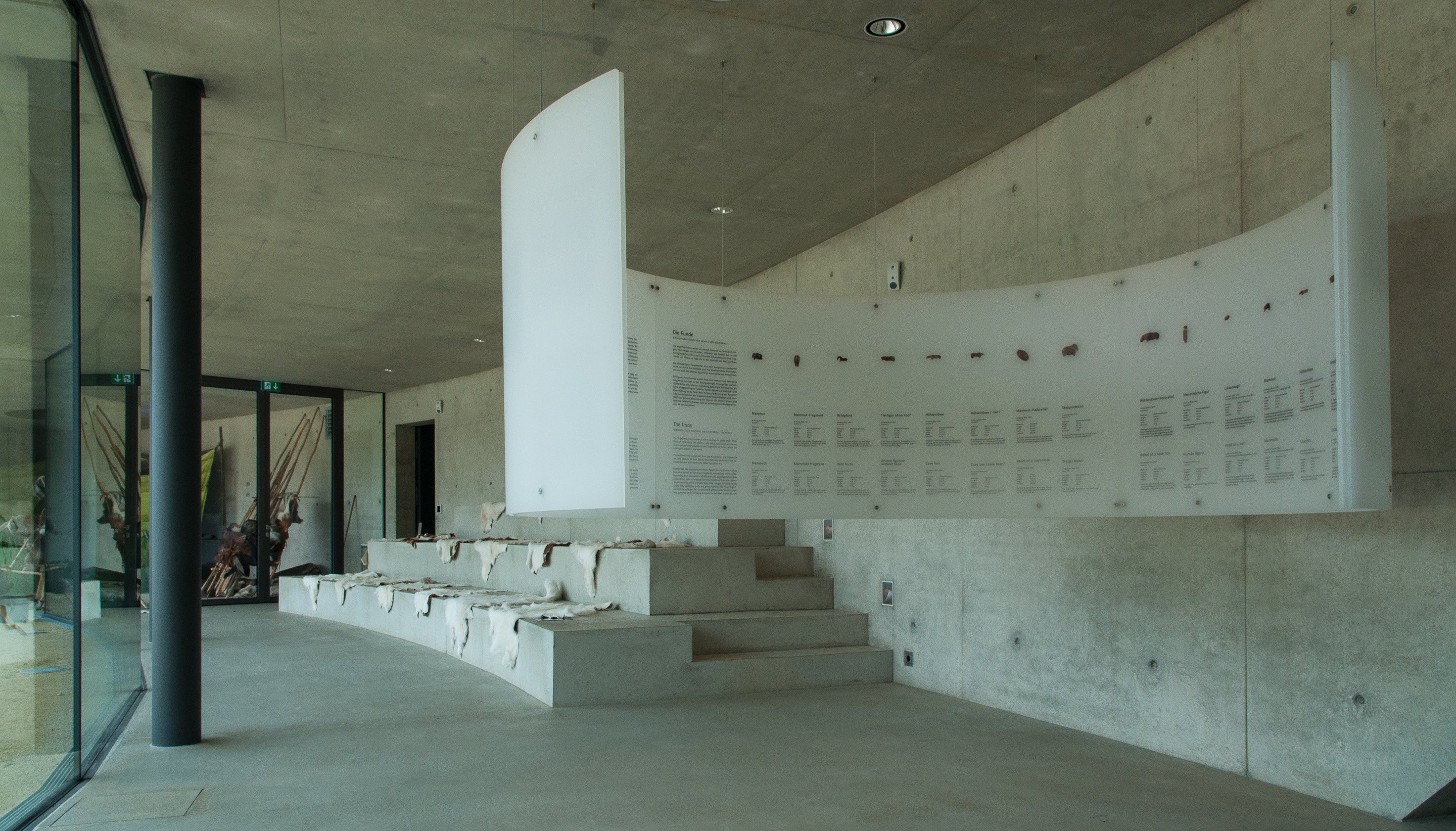
Auditorium mit fellgelegten Betonsitzen
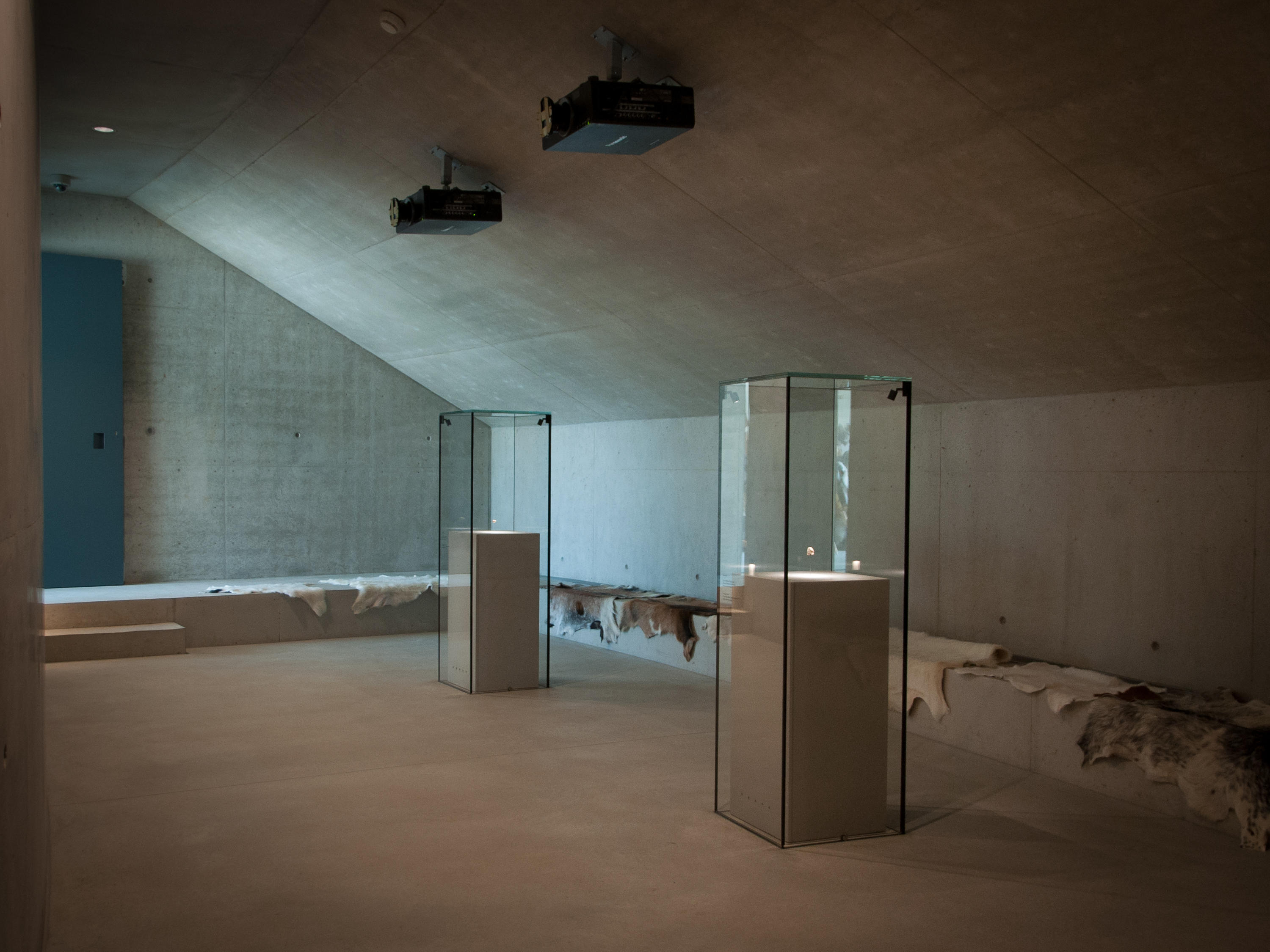
Ausstellungsraum „Schatzkammer“

## Das Freigelände

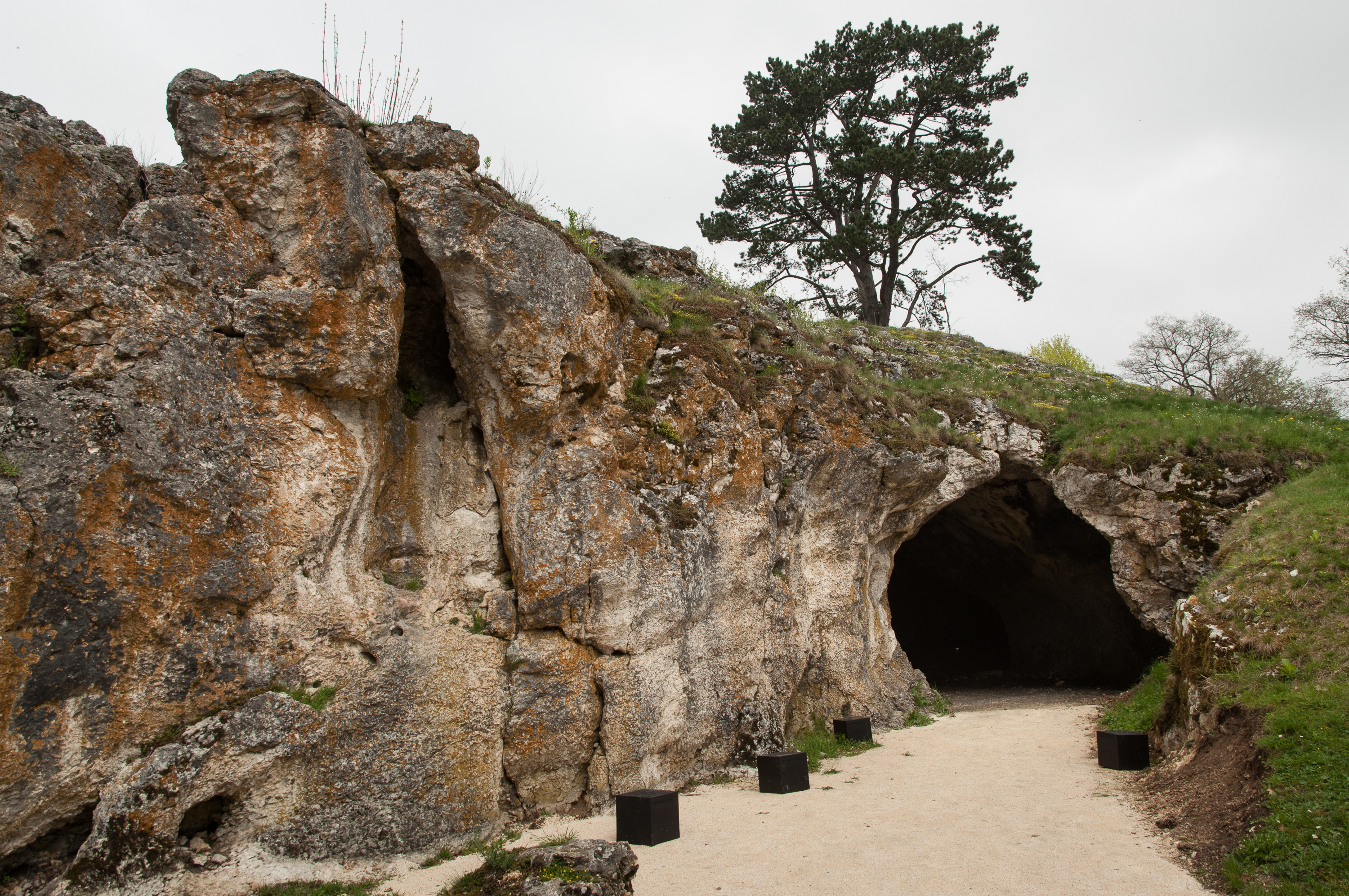
Ziel der neu angelegten Wege im Archäopark ist der Höhleneingang der Vogelherdhöhle

Das Freigelände führte vom Informationszentrum zur Vogelherdhöhle einen Hang hinauf, bei dem die Besucher entlang von Mottowegen mit Themenplätzen zur Waffenherstellung, dem Speerwerfen, zur Kunst- und Musikausübung und dem Feuermachen bis zum großen Feuerplatz und zum Höhleneingang geleitet wurden. Seit Juli 2020 bereicherte den Park eine lebensgroße Tierfigur, das Wollhaarmammut „Zottel“, das seit Mai 2021 von einem Mammutbaby begleitet wird.

## Forschungsgeschichte im Archäopark

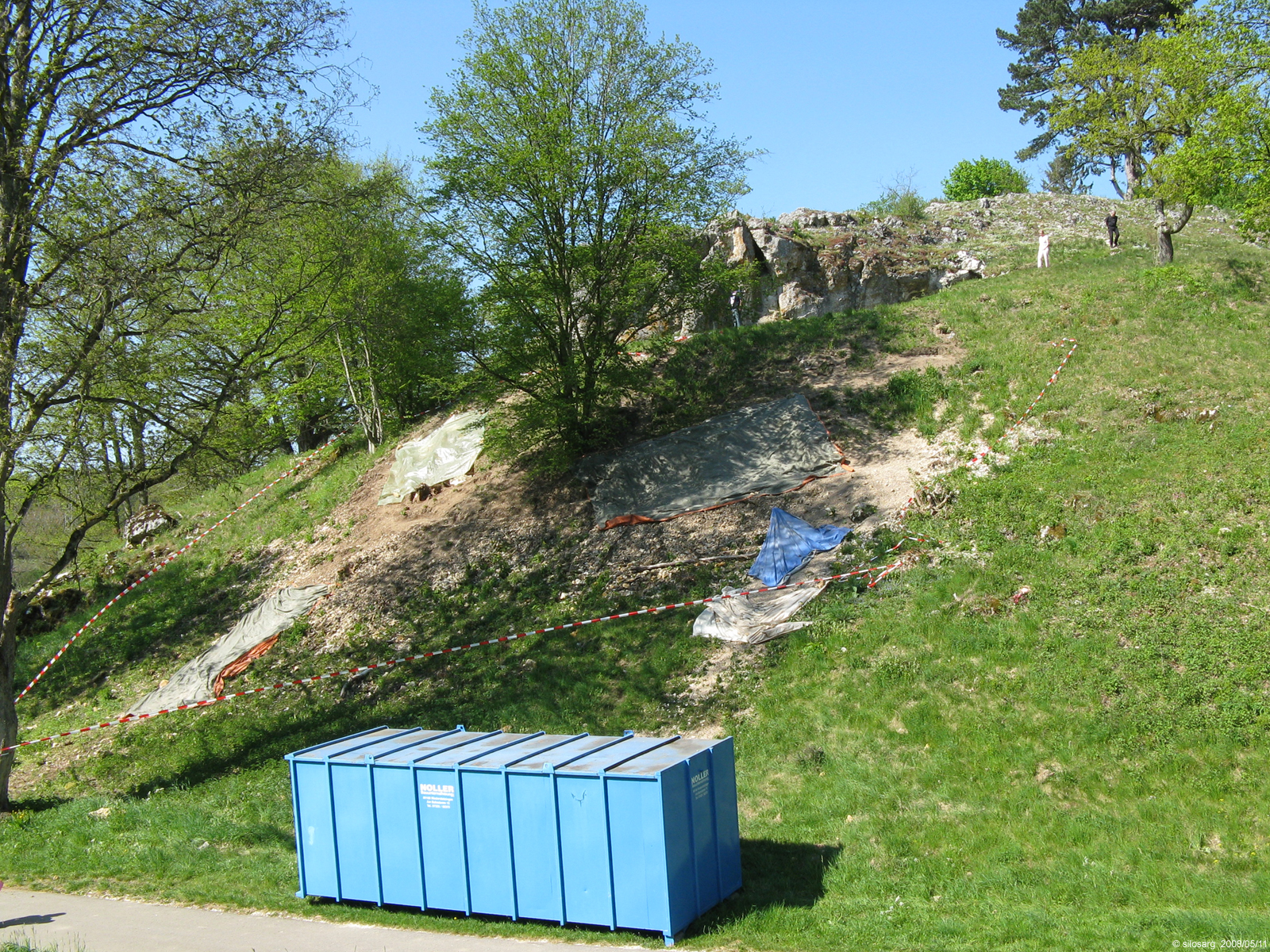
Die Nachgrabungen und Schlämmarbeiten am Vogelherd im Grabungsaushub von 1931 (hier ein Bild von 2008) brachten nochmals viele Artefakte zu Tage. Diese Fundgeschichte stellte der Archäopark ebenfalls ausführlich dar. Pfade wurden 2013 im ansteigenden Außengelände für eine bessere Zugänglichkeit neu trassiert, Informationstafeln vertieften die Archäologie- und Grabungsgeschichte und führten auch an diesen bemerkenswerten Stellen vorbei.

Der Archäopark Vogelherd präsentierte vor Ort unter anderem den Ertrag von über 150 Jahren archäologischer Grabungs- und Forschungsgeschichte im Lonetal samt seinen Neben- und Nachbartälern.
Im Lonetal beginnt die archäologische Erschließung des Paläolithikums bereits im 19. Jahrhundert mit Oscar Fraas (1824–1897) und dessen umfänglichen Grabungen 1861 am Hohlenstein. Fraas war zunächst von den rund 10.000 Knochen der Höhlenbären so begeistert, dass er die menschlichen Hinterlassenschaften zu dem Zeitpunkt noch nicht wahrgenommen hat. Erst 1866 erkannte er, dass Menschen und eiszeitliche Tiere gemeinsam gelebt haben. Daraufhin untersuchte er das Lonetal neu.
Fortgeführt wurden die archäologischen Arbeiten im Lonetal durch Ernst Koken (1860–1912), Robert Rudolf Schmidt (1882–1950) und Gustav Riek (1900–1976). Letzterer grub relativ rasch 1931 den Vogelherd aus, nachdem Hermann Mohn (1896–1958) kurz zuvor im Auswurf eines Dachsbaus Steinartefakte paläolithischen Ursprungs identifiziert hatte.
Systematische Ausgrabungen nahmen kurz vor und nach dem Zweiten Weltkrieg am Hohlenfels der Anatom Robert Wetzel (1898–1962) und sein Grabungsleiter Otto Völzing (1910–2001) vor.
Joachim Hahn (1942–1997) gelang es 1969, den Löwenmenschen vom Lonetal aus vielen Einzelteilen erstmals zu einer Skulptur zusammenzusetzen. Claus-Joachim Kind (* 1953) nahm 2008 bis 2013 neue Grabungen im Hohlenstein auf, die letztlich zur Neubewertung und nochmaligen Neuzusammensetzung des Löwenmenschen führten, der einen prominenten Platz im Ulmer Museum hat. In der Spitzbubenhöhle des benachbarten Eselsburger Tals nahm Hansjürgen Müller-Beck (1927–2018) im April 1970 erfolgreiche Sondierungsgrabungen vor und publizierte einen archäologischen Überblicksführer zum Lonetal zusammen mit Wolfgang Taute (1934–1995) und Hahn mit dem Titel: Eiszeithöhlen im Lonetal. Archäologie einer Landschaft auf der Schwäbischen Alb.
Nicholas Conard (* 1961) begann 2006 den archäologischen Grabungsaushub von 1931 aus der Zeit Gustav Rieks an der Vogelherdhöhle über mehrere Jahre hinweg abzutragen und systematisch durchzuschlämmen. Dabei wurden u. a. weitere wichtige Aurignacien-Kleinplastiken aus Mammutelfenbein gefunden. Nach systematischer Geländeprospektion und Flächenbegehung begann man im Lonetal ab 2013 mit Ausgrabungen in weiteren bislang nicht erforschten Höhlen und Abris, etwa der Linden- und der Fetzershaldenhöhle sowie am Kohlhau-Abri und an der Langmahdhalde.
Alle diese Schritte trugen zu einem vielschichtigen Gesamtbild über die Eiszeit und Steinzeit bei, das im Archäopark Vogelherd museumspädagogisch aufbereitet und öffentlichkeitswirksam vermittelt wurde.